# 哈特塞尔 (阿拉巴马州)
哈特塞尔（英文：Hartselle），是美国阿拉巴马州下属的一座城市。面积约为16.26平方英里（约合42.12平方公里）。根据2010年美国人口普查，该市有人口14,255人，人口密度为876.58/平方英里（约合338.44/平方公里）。